# Чемпионат Германии по кёрлингу среди женщин 2014
Чемпионат Германии по кёрлингу среди женщин 2014 проводился с 17 по 19 января 2014 года в городе Гамбург.
В чемпионате приняло участие 4 команды.
Чемпионом стала команда скипа Имоген Леман, серебряные медали завоевала команда скипа Сабина Белькофер-Крёнерт, бронзовые медали — команда скипа Пиа-Лиза Шёлль.
Одновременно и в том же месте проводился чемпионат Германии по кёрлингу среди мужчин 2014.

## Формат турнира
Команды сыграли в групповом этапе, проводимом по круговой системе в два круга.

## Составы команд
| Четвёртый                | Третий             | Второй            | Первый        | Запасной          |
| ------------------------ | ------------------ | ----------------- | ------------- | ----------------- |
| Сабина Белькофер-Крёнерт | Sina Frey          | Frederike Manner  | Клаудия Беер  | Майке Беер        |
| Имоген Леман             | Коринна Шольц      | Николь Мускатевиц | Стелла Хайсс  |                   |
| Марика Треттин           | Аналена Йенч       | Эмира Аббес       | Amelie Heindl |                   |
| Пиа-Лиза Шёлль           | Sina Hiltensberger | Simone Ackermann  | Carola Sinz   | Franziska Fischer |

(скипы выделены полужирным шрифтом)

## Результаты соревнований

### Групповой этап
|    | Команда (скип)           | A1        | A2        | A3       | A4      | В | П | Место |
| -- | ------------------------ | --------- | --------- | -------- | ------- | - | - | ----- |
| A1 | Сабина Белькофер-Крёнерт | *         | 5:10 4:10 | 11:4 7:4 | 7:6 8:3 | 4 | 2 | 2     |
| A2 | Имоген Леман             | 10:5 10:4 | *         | 12:1 8:5 | 6:9 7:4 | 5 | 1 | 1     |
| A3 | Марика Треттин           | 4:11 4:7  | 1:12 5:8  | *        | 8:2 1:9 | 1 | 5 | 4     |
| A4 | Пиа-Лиза Шёлль           | 6:7 3:8   | 9:6 4:7   | 2:8 9:1  | *       | 2 | 4 | 3     |

### Итоговая классификация
| Место | Команда (скип)           | И | В | П |
| ----- | ------------------------ | - | - | - |
| 1     | Имоген Леман             | 6 | 5 | 1 |
| 2     | Сабина Белькофер-Крёнерт | 6 | 4 | 2 |
| 3     | Пиа-Лиза Шёлль           | 6 | 2 | 4 |
| 4     | Марика Треттин           | 6 | 1 | 5 |